# 小行星13815
小行星13815（13815 Furuya）是一颗绕太阳运转的小行星，为主小行星带小行星。该小行星于1998年12月22日发现。

## 轨道参数
小行星13815的轨道半长轴为3.2053869 UA，离心率为0.196。